# Sweetheart of the Navy
Sweetheart of the Navy è un film del 1937 diretto da Duncan Mansfield.

## Trama
Una cantante di un nightclub, si trova in grossi guai finanziari. Un gruppo di marinai cerca di salvarla.